# Amaranthus blitoides
Espèce
Amaranthus blitoides (l'Amarante fausse blette) est une espèce de plantes dicotylédones de la famille des Amaranthaceae, originaire d'Amérique du Nord.
Cette plante herbacée annuelle est une mauvaise herbe des cultures, notamment aux États-Unis  où elle a été signalée comme résistante aux herbicides du groupe C1/5 de la classification HRAC (herbicides inhibiteurs du photosystème II).

## Liste des variétés
Selon Tropicos (5 août 2015) (Attention liste brute contenant possiblement des synonymes) :
- Amaranthus blitoides var. blitoides
- Amaranthus blitoides var. crassius Jeps.
- Amaranthus blitoides var. densifolius Uline & W.L. Bray
- Amaranthus blitoides var. halophilus Aellen
- Amaranthus blitoides var. reverchonii Uline & W.L. Bray
- Amaranthus blitoides var. scleropoides (Uline & W.L. Bray) Thell.